# Frontera entre Austràlia i França
La frontera entre Austràlia i França es completament marítima i es troba a l'oceà Pacífic. Delimita la zona econòmica exclusiva entre els dos països.

## Generalitats
Les fronteres marítimes entre els territoris francesos i australians són definides per la convenció de delimitació australo-francesa signada en 1982 pels dos estats. Estableix dues fronteres diferents. La primera es refereix a Austràlia i Nova Caledònia en el Mar del Corall. El segon separa l'arxipèlag francès de les illes Kerguelen i l'arxipèlag australià de les Illes Heard i McDonald, a l'oceà Índic.
El tractat es va signar a Melbourne el 4 de gener de 1982. Va entrar en vigor el 10 de gener de 1983, després de ser ratificat per tots dos països.
Fora d'aquestes regions marítimes, Austràlia i França reclamen dues àrees adjacents del continent antàrtic; Terra Adèlia, reclamada per França, està enterament continguda en el Territori Antàrtic Australià.

## Delimitació

### Oceà Pacífic
La primera frontera establerta pel tractat de delimitació separa l'illa d'Austràlia (i Illa de Norfolk) de Nova Caledònia, segons una aproximació de la línia equidistant dels dos territoris. Als propòsits del tractat, es presumeix la sobirania de França a les illes Matthew i Hunter, també reclamada per Vanuatu. El punt més al nord de la frontera es troba l trifini amb Salomó; la frontera després gira cap al sud abans d'obliquar cap a l'est fins que arriba al meridià 170 a l'est.
El límit consta de 21 segments de línia geodèsica definits per 22 punts diferents:
- R1 : 15° 44′ 07″ S, 158° 45′ 39″ E / 15.73528°S,158.76083°E
- R2 : 16° 25′ 28″ S, 158° 22′ 49″ E / 16.42444°S,158.38028°E
- R3 : 16° 34′ 51″ S, 158° 16′ 26″ E / 16.58083°S,158.27389°E
- R4 : 17° 30′ 28″ S, 157° 38′ 31″ E / 17.50778°S,157.64194°E
- R5 : 17° 54′ 40″ S, 157° 21′ 59″ E / 17.91111°S,157.36639°E
- R6 : 18° 32′ 25″ S, 156° 56′ 44″ E / 18.54028°S,156.94556°E
- R7 : 18° 55′ 54″ S, 156° 37′ 29″ E / 18.93167°S,156.62472°E
- R8 : 19° 17′ 12″ S, 156° 15′ 20″ E / 19.28667°S,156.25556°E
- R9 : 20° 08′ 28″ S, 156° 49′ 34″ E / 20.14111°S,156.82611°E
- R10 : 20° 32′ 28″ S, 157° 03′ 09″ E / 20.54111°S,157.05250°E
- R11 : 20° 42′ 52″ S, 157° 04′ 34″ E / 20.71444°S,157.07611°E
- R12 : 20° 53′ 33″ S, 157° 06′ 25″ E / 20.89250°S,157.10694°E
- R13 : 21° 12′ 57″ S, 157° 10′ 17″ E / 21.21583°S,157.17139°E
- R14 : 21° 47′ 21″ S, 157° 14′ 36″ E / 21.78917°S,157.24333°E
- R15 : 22° 10′ 31″ S, 157° 13′ 04″ E / 22.17528°S,157.21778°E
- R16 : 22° 31′ 38″ S, 157° 18′ 43″ E / 22.52722°S,157.31194°E
- R17 : 23° 14′ 54″ S, 157° 48′ 04″ E / 23.24833°S,157.80111°E
- R18 : 25° 08′ 48″ S, 158° 36′ 39″ E / 25.14667°S,158.61083°E
- R19 : 26° 26′ 30″ S, 163° 43′ 30″ E / 26.44167°S,163.72500°E
- R20 : 26° 12′ 04″ S, 165° 51′ 37″ E / 26.20111°S,165.86028°E
- R21 : 25° 50′ 42″ S, 168° 44′ 18″ E / 25.84500°S,168.73833°E
- R22 : 25° 55′ 51″ S, 169° 25′ 54″ E / 25.93083°S,169.43167°E

Les coordenades són definides en el sistema geodèsic WGS 72. En total, la frontera s'estén uns 2.290 kilòmetres, sobre unes 1235 milles nàutiques.

### Oceà Índic
La segona frontera establerta pel Tractat de delimitació separa l'arxipèlag australià de les Illes Heard i McDonald de l'arxipèlag francès de les Illes Kerguelen. És aproximadament equidistant dels dos arxipèlags i consta de set segments de línies geodèsiques definides per vuit punts diferents:
- S1 : 53° 14′ 07″ S, 67° 03′ 20″ E / 53.23528°S,67.05556°E
- S2 : 52° 42′ 28″ S, 68° 05′ 31″ E / 52.70778°S,68.09194°E
- S3 : 51° 58′ 18″ S, 69° 44′ 02″ E / 51.97167°S,69.73389°E
- S4 : 51° 24′ 32″ S, 71° 12′ 29″ E / 51.40889°S,71.20806°E
- S5 : 51° 03′ 09″ S, 72° 28′ 28″ E / 51.05250°S,72.47444°E
- S6 : 50° 54′ 23″ S, 72° 49′ 21″ E / 50.90639°S,72.82250°E
- S7 : 49° 49′ 34″ S, 75° 36′ 08″ E / 49.82611°S,75.60222°E
- S8 : 49° 24′ 07″ S, 76° 42′ 17″ E / 49.40194°S,76.70472°E

Les coordenades són definides en el sistema geodèsic WGS 72. En total, la frontera s'estén uns 800 kilòmetres, sobre 430 milles nàutiques.

### Antàrtida
Austràlia i França reclamen dues àrees del continent antàrtic. La Terra Adèlia, reclamada per França, està enterament continguda al Territori Antàrtic Australià, entre el meridià 136 a l'est i el meridià 142 a l'est.